# Leonidas Polk
Leonidas Polk (Raleigh, 10 aprile 1806 – Pine Mountain, 14 giugno 1864) è stato un vescovo anglicano e generale statunitense.
Durante la guerra di secessione fu tenente generale dell'esercito degli Stati Confederati.
Nato a Raleigh, frequentò l'Università della Carolina del Nord e poi fu ammesso all'Accademia militare degli Stati Uniti d'America a West Point, dove fu profondamente influenzato dal cappellano. Nel 1827 si dimise subito dopo aver ottenuto il grado ed entrò nel Seminario Teologico della Virginia. Ordinato diacono della Chiesa Episcopale nel 1830, fu nominato vescovo missionario ed inviato nel Sudovest nel 1836. Nominato vescovo della Louisiana nel 1841, iniziò una lunga ma riuscita campagna per fondare un'Università Episcopale nel Sud, divenuta poi l'Università del Sud (Sewanee).
Adottando la secessione come una causa sacra, Polk ritornò militare ed il presidente Davis lo nominò maggior generale nell'Esercito Provvisorio Confederato.
Posto al comando del Dipartimento N. 2, combatté poi a Belmont, Shiloh e Perryville, dopodiché fu promosso tenente generale con decorrenza dal 10 ottobre 1862.
Polk prese parte ai combattimenti a Stone's River, ma il generale Braxton Bragg lo inviò sotto corte marziale dopo il fallimento dell'attacco pianificato contro Chickamauga.
Il Presidente Davis, in un tentativo di eliminare le tensioni fra Bragg e Polk, mise Polk al comando del Dipartimento dell'Alabama, Mississippi e Louisiana orientale. Non in grado di contrastare la marcia del maggior generale William T. Sherman da Vicksburg a Meridian, le truppe di Polk furono rinforzate dall'Armata confederata del Tennessee, al comando del generale Joseph E. Johnston.
Il 14 giugno 1864, mentre osservava le posizioni dell'Unione dalla cima di Pine Mountain, Polk fu ucciso da una granata d'artiglieria.

## Genealogia episcopale
La genealogia episcopale è:
- Arcivescovo John Moore
- Vescovo William White
- Vescovo William Meade
- Vescovo Leonidas Polk